# A1 liga Košarkaškog saveza Herceg-Bosne 2016./17.
A1 liga Košarkaškog saveza Herceg-Bosne predstavlja drugi rang košarkaškog prvenstva Bosne i Hercegovine. U sezoni 2016./17. sudjeluje 11 klubova koji igraju dvokružnu ligu, a potom četiri najuspješnije momčadi igraju doigravanje. 

Ligu je osvojila momčad Studenta iz Mostara.

## Ljestvica
| mj. | klub                      | ut. | pob. | por. | koš+ | koš- | bod     |
| --- | ------------------------- | --- | ---- | ---- | ---- | ---- | ------- |
| 1.  | Student (Mostar)          | 20  | 18   | 2    | 1643 | 1111 | 38      |
| 2.  | Široki II (Široki Brijeg) | 20  | 16   | 4    | 1573 | 1317 | 36      |
| 3.  | Grude                     | 20  | 15   | 5    | 1623 | 1389 | 35      |
| 4.  | Posušje                   | 20  | 15   | 5    | 1472 | 1291 | 35      |
| 5.  | Tomislav (Tomislavgrad)   | 20  | 13   | 7    | 1517 | 1393 | 26      |
| 6.  | Čapljina                  | 20  | 10   | 10   | 1425 | 1387 | 30      |
| 7.  | Zrinjski II Mostar        | 22  | 8    | 12   | 1386 | 1495 | 28      |
| 8.  | Vitez                     | 20  | 7    | 13   | 1327 | 1487 | 27      |
| 9.  | Novi Travnik              | 18  | 4    | 14   | 1151 | 1486 | 21 (-1) |
| 10. | Busovača                  | 20  | 1    | 19   | 1272 | 1668 | 21      |
| 11. | Brotnjo Čitluk            | 18  | 1    | 17   | 1155 | 1520 | 19      |

### Doigravanje
Poluzavršnica se igra na dvije pobjede, a završnica na tri pobjede.
| klub1                                                               | pob-por       | klub2         | 1. ut         | 2. ut         | 3. ut         | 4. ut         | 5. ut         |
| Poluzavršnica                                                       | Poluzavršnica | Poluzavršnica | Poluzavršnica | Poluzavršnica | Poluzavršnica | Poluzavršnica | Poluzavršnica |
| ------------------------------------------------------------------- | ------------- | ------------- | ------------- | ------------- | ------------- | ------------- | ------------- |
| Student                                                             | 2-1           | Posušje       | 83:50         | 62:64         | 79:71         |               |               |
| Široki II                                                           | 0-2           | Grude         | 70:71         | 84:96         |               |               |               |
|                                                                     |               |               |               |               |               |               |               |
| završnica                                                           |               |               |               |               |               |               |               |
| Student                                                             | 3-0           | Grude         | 81:57         | 81:65         | 81:64         |               |               |
|                                                                     |               |               |               |               |               |               |               |
| 1. i 3. utakmica igrane kod kluba 1, 2. utakmica igrana kod kluba 2 |               |               |               |               |               |               |               |

## Poveznice
- Košarkaški savez Herceg-Bosne